# Cincloramphus
Genre
Cincloramphus est un genre de passereaux de la famille des Locustellidae. Il regroupe onze espèces de mégalures.

## Répartition
Ce genre vit à l'état naturel en Australie,,, en Mélanésie,,,,,,,,, en Indonésie, et aux Philippines.

## Liste alphabétique des espèces
Selon la classification de référence du Congrès ornithologique international (version 14.2, 2024) :
- Cincloramphus cruralis (Vigors & Horsfield, 1827) — Cincloramphe brun, Fauvette-alouette brunâtre, Mégalure brune
- Cincloramphus rubiginosus (Sclater, PL, 1881) — Fauvette à poitrine rousse, Mégalure rubigineuse
- Cincloramphus grosvenori (Gilliard, 1960) — Fauvette à masque, Mégalure de Gilliard
- Cincloramphus bivittatus (Bonaparte, 1850) — Fauvette du Timor, Mégalure de Timor
- Cincloramphus mathewsi (Iredale, 1911) — Cincloramphe de Mathews, Fauvette-alouette à croupion roux, Mégalure de Mathews
- Cincloramphus macrurus (Salvadori, 1876) — Mégalure papoue
  - Cincloramphus macrurus alpinus (Mayr & Rand, 1935)
  - Cincloramphus macrurus harterti (Mayr, 1931)
  - Cincloramphus macrurus interscapularis (Sclater, PL, 1880)
  - Cincloramphus macrurus macrurus (Salvadori, 1876)
  - Cincloramphus macrurus stresemanni (Hartert, 1930)
- Cincloramphus timoriensis (Wallace, 1864) — Mégalure fauve
  - Cincloramphus timoriensis alisteri (Mathews, 1912)
  - Cincloramphus timoriensis alopex (Parkes, 1970)
  - Cincloramphus timoriensis amboinensis (Salvadori, 1876)
  - Cincloramphus timoriensis celebensis (Riley, 1919)
  - Cincloramphus timoriensis crex (Salomonsen, 1953)
  - Cincloramphus timoriensis inquirendus (Siebers, 1928)
  - Cincloramphus timoriensis mindorensis (Salomonsen, 1953)
  - Cincloramphus timoriensis muscalis (Rand, 1938)
  - Cincloramphus timoriensis timoriensis (Wallace, 1864)
  - Cincloramphus timoriensis tweeddalei (McGregor, 1908)
- Cincloramphus turipavae (Cain & Galbraith, ICJ, 1955) — Mégalure de Guadalcanal
- Cincloramphus whitneyi (Mayr, 1933) — Cichlorne de Whitney, Fauvette de Whitney, Mégalure de Whitney
- Cincloramphus mariae (Verreaux, J, 1869) — Fauvette calédonienne, Fauvette de Verreaux, Mégalure calédonienne
- Cincloramphus rufus (Reichenow, 1890) — Fauvette des Fidji, Mégalure des Fidji
  - Cincloramphus rufus cluniei (Kinsky, 1975)
  - Cincloramphus rufus rufus (Reichenow, 1890)
- Cincloramphus llaneae (Hadden, 1983) — Fauvette de Bougainville, Mégalure de Bougainville

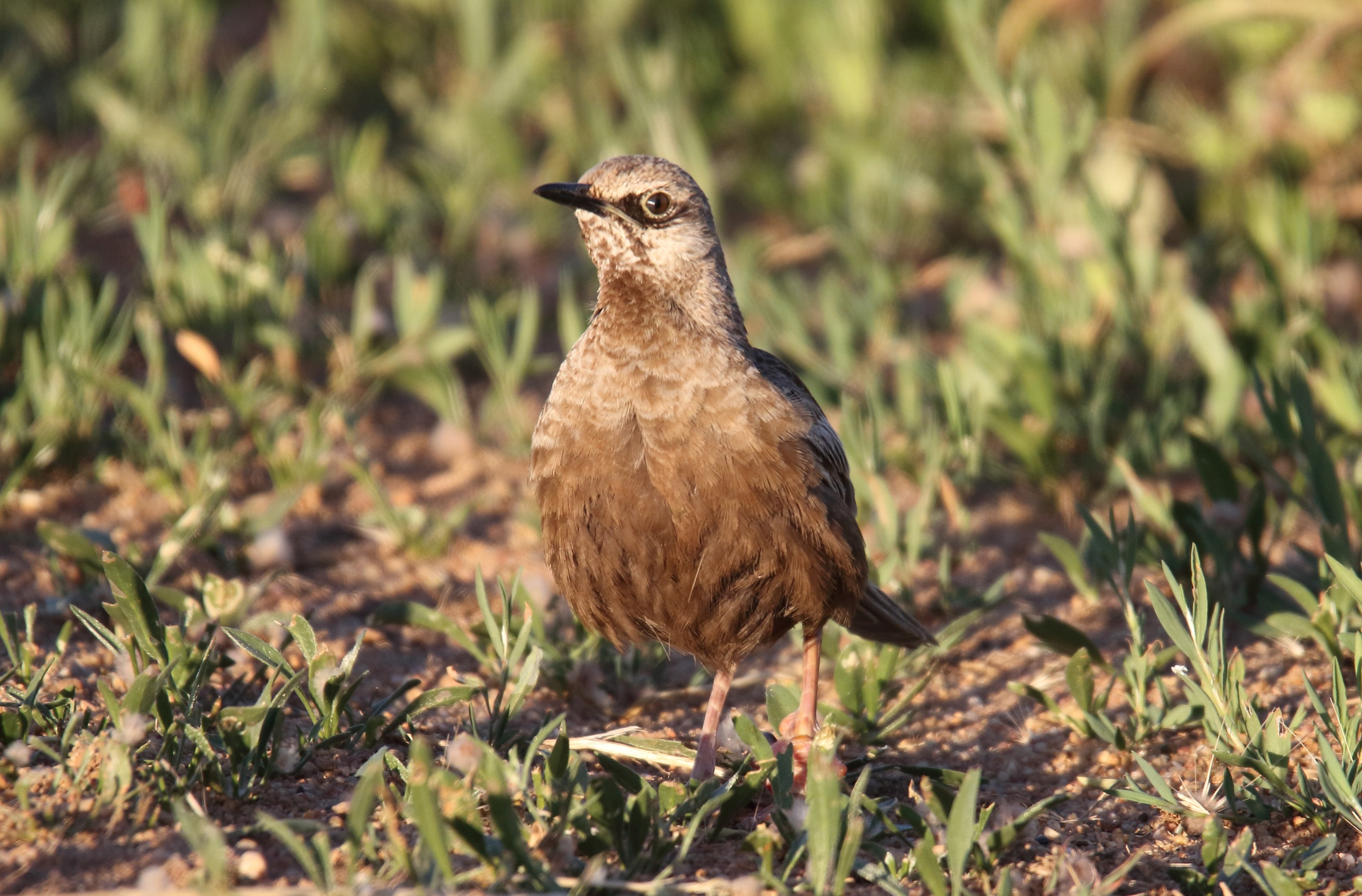
Mégalure brune (Cincloramphus cruralis).
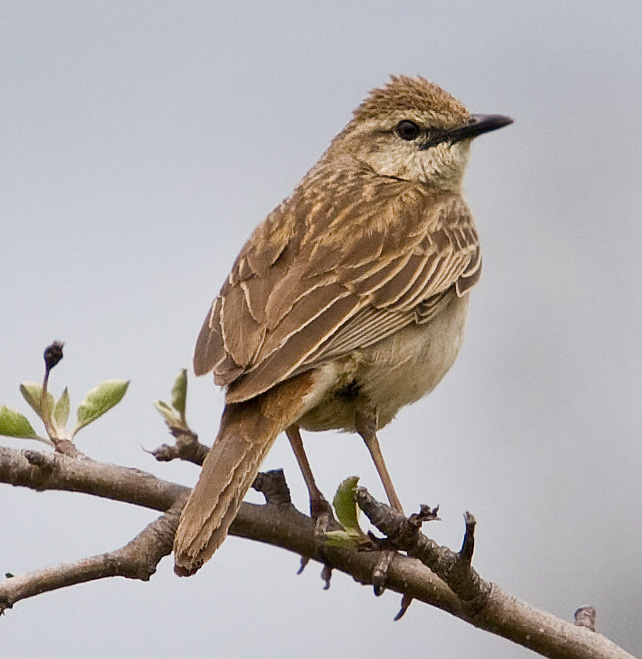
Mégalure de Mathews (Cincloramphus mathewsi).
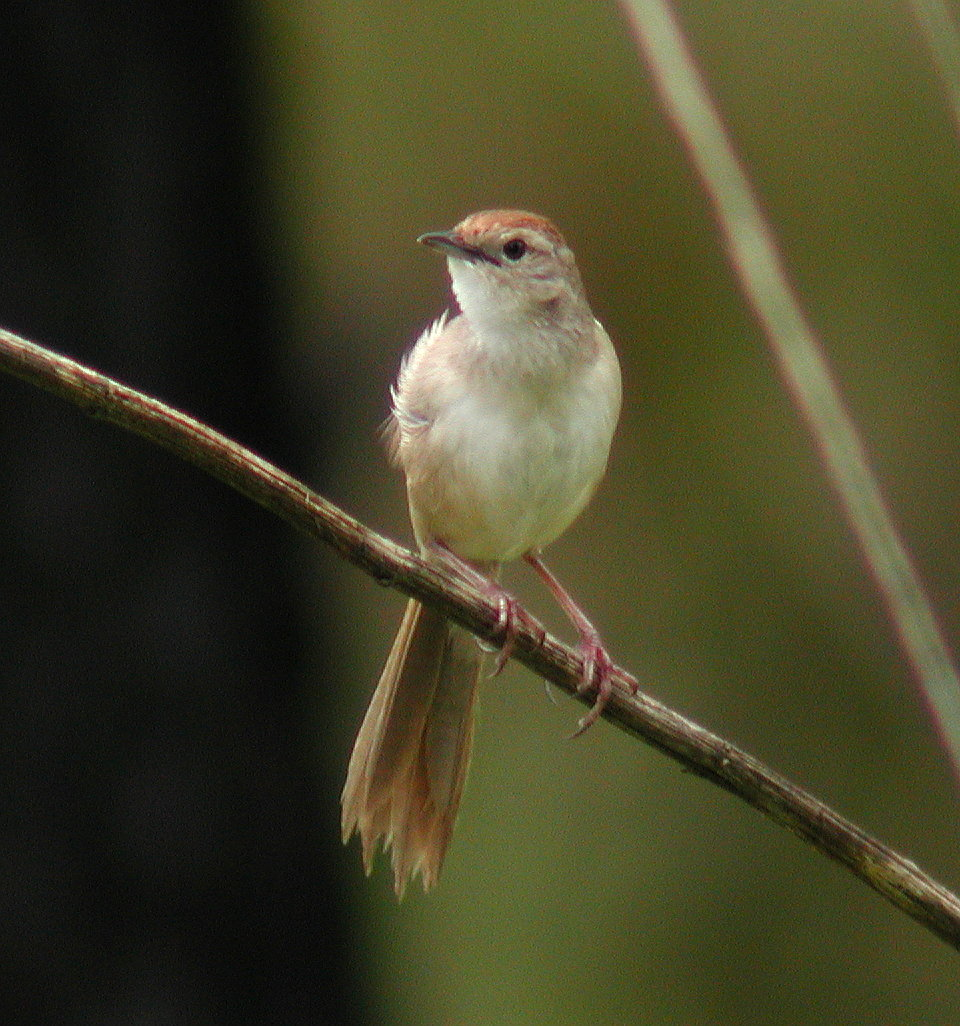
Mégalure fauve (Cincloramphus timoriensis).

## Taxonomie
Ce genre a été créé par la classification de référence du Congrès ornithologique international (version 8.2, 2018) à la suite de la réorganisation de la famille des Locustellidae. Les espèces correspondantes faisaient auparavant partie des genres Megalurus, Megalurulus et Buettikoferella.